# Ana María Norbis
Ana María Norbis (ur. 15 września 1947 w Paysandú) – urugwajska pływaczka, uczestniczka Letnich Igrzysk Olimpijskich z 1968 roku, które odbywały się w Meksyku. Uczestniczka igrzysk panamerykańskich w 1967 roku, na których zdobyła trzy medale.

## Igrzyska olimpijskie
Wzięła udział w trzech wyścigach pływackich podczas trwania igrzysk w Meksyku. Na dystansie 100 i 200 metrów stylem klasycznym zajęła 8. miejsca, zaś w sztafecie pływackiej 4 × 100 metrów stylem zmiennym 13. miejsce, uzyskując czas 4:56,0.